# Sibi Malayil

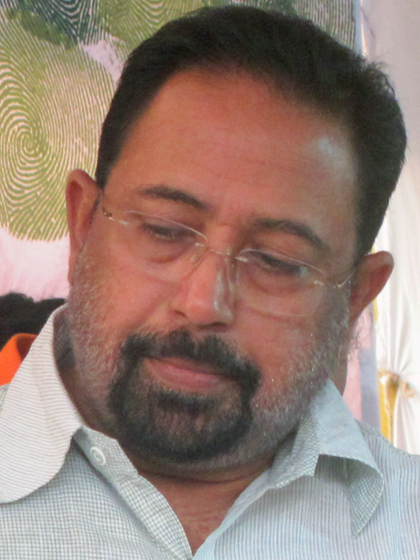
Sibi Malayil, 2010

Sibi Malayil (Malayalam: സിബി മലയിൽ; * 2. Mai 1956 in Alappuzha, Kerala) ist ein indischer Filmregisseur des Malayalam-Films.

## Leben
Er begann Anfang der 1980er Jahre als Assistent in Appachans Navodaya Studio, wo er unter anderem die Regisseure Fazil und Priyadarshan unterstützte. 1986 hatte Sibi Malayil sein Regiedebüt mit dem Film Chekkaran Oru Chilla. Bis in die 90er Jahre machte er sich einen Namen mit sentimentalen Filmdramen. Viele seiner Drehbücher schrieb der spätere Regisseur A. K. Lohithadas. Zu Malayils bekanntesten Filmen gehören Dasharatham (1989), Kireedam (1989), His Highness Abdullah (1990), Bharatham (1991) und Kamalatham (1992). Bei Manichithratharazu (1993) war er einer der insgesamt vier beteiligten Regisseure. Von diesem Film entstand zwei Jahre später das tamilische Remake Der Geisterjäger.
Malayil wurde für seine Filme mit bislang drei National Film Awards und mehreren Kerala State Film Awards ausgezeichnet.